# Punto caldo di Fernando de Noronha
Il punto caldo di Fernando de Noronha ( chiamato anche punto caldo di Noronha o punto caldo Fernando) è un ipotetico punto caldo situato nell'Oceano Atlantico. È stato proposto come possibile origine del vulcanismo nell'arcipelago brasiliano di Fernando de Noronha e di altri vulcani del Brasile, delle isole Bahamas e della Provincia magmatica dell'Atlantico centrale.
La presenza di un pennacchio del mantello, o pennacchio del mantello, è ancora controversa perché le immagini di tomografia sismica del mantello terrestre non sono univoche e anche la progressione delle età dei vulcani non è consistente, specialmente per la parte brasiliana.

## Localizzazione
Il punto caldo è localizzato sulla placca sudamericana, che si muove in direzione ovest-sudovest a una velocità di 45 millimetri per anno (1,8 in/anno), e viene considerato facente parte del superplume dell'Africa occidentale.

## Vulcani candidati

### Fernando de Noronha
Si ritiene che il punto caldo di Fernando de Noronha sia attualmente localizzato al di sotto della parte orientale dell'arcipelago delle isole Fernando de Noronha; l'andamento delle età delle isole dell'arcipelago è consistente con il modello del punto caldo.
Le xenoliti di provenienza dal mantello terrestre trovate nelle isole Fernando de Noronha sono consistenti con la teoria del punto caldo, anche se alcune loro caratteristiche possono essere spiegate anche con teorie alternative al punto caldo.

### Atol das Rocas e dorsale di Fernando de Noronha
Una serie di vulcani si estendono in direzione ovest dall'arcipelago Fernando de Noronha e possono essere la conseguenza di un vulcanismo collegato a un punto caldo. Le strutture vulcaniche nella dorsale includono guyot, isole e montagne sottomarine. L'Atol das Rocas, situato a 137 km dalle isole Fernando de Noronha, è stato proposto come un altro prodotto del punto caldo di Fernando de Noronha.

### Brasile continentale
L'attività di un punto caldo è stata usata per spiegare il vulcanismo alcalino risalente al Cenozoico del Brasile, come il Pico do Cabugi e la regione di Fortaleza. Circa 30 milioni di anni fa il punto caldo passò per la Regione Nordest del Brasile e alcuni vulcani continentali sembrano aver eruttato al tempo del passaggio del pennacchio del mantello. Questa interazione può essere anche responsabile dell'elevato valore del gradiente termico in questa regione. Anche le rocce vulcaniche dell'Oligocene-Eocene nel bacino marino di Potiguar possono essere un prodotto del punto caldo di Fernando de Noronha, mentre il vulcanismo dei bacini marini di Boa Vista e Cubati probabilmente hanno una differente origine. È da notare che recenti datazioni cronologiche hanno gettato qualche dubbio sul collegamento con il pennacchio del mantello almeno per alcune di queste eruzioni vulcaniche.